# بيت للسيدة بيسواس (رواية)
بيت للسيدة بيسواس (بالإنجليزية: A House for Mr Biswas)‏ هي رواية للكاتب البريطاني الحائز على جائزة نوبل فيديادر سوراجبراساد نيبول، نشرت عام 1961، لأول مرة عن دار نشر أندريه دويتش.